# 大垣市立墨俣小学校
大垣市立墨俣小学校（おおがきしりつ すのまたしょうがっこう）は、岐阜県大垣市墨俣町墨俣にある公立小学校。

## 概要
- 通学区域は旧・安八郡墨俣町全域（墨俣町墨俣、墨俣町上宿、墨俣町下宿、墨俣町二ツ木、墨俣町先入方、墨俣町さい川）であり、公立中学校の進学先は安八郡安八町の安八町大垣市学校組合立東安中学校である[1]。これは東安中学校が、かつての安八郡墨俣町と結村（現・安八町）の組合立で設置されたためである。

## 沿革
- 1873年（明治6年）6月17日 - 安八郡墨俣村に復練義校が設置される。校舎は墨俣宿旧本陣を使用。墨俣村、西橋村、下宿村の児童が通学する。
- 1878年（明治11年） - 墨俣村内で、復練義校の移設位置や長良川の渡船の設置位置などにより対立が激しくなる。その結果、墨俣村の一部（下町、中町、川町、寺町）と下宿村が復練義校から離脱し、文華学校を新設する。残った墨俣村（西町、堤町、本町）と二ツ木村、西橋村は旧尾張藩伝馬所に移転し、墨俣学校を開校する。
- 1886年（明治19年） - 墨俣学校と文華学校が統合され、里仁学校となる。校舎は墨俣学校と文華学校を利用し、旧・墨俣学校には簡易科、旧文華学校には小学科を設置。
- 1889年（明治22年）7月1日 - 墨俣村が町制施行し、墨俣町が発足。
- 1891年（明治24年）10月28日 - 濃尾地震で校舎が全壊する。
- 1892年（明治25年）6月 - 現在地に仮校舎が完成。墨俣尋常小学校に改称する。
- 1893年（明治26年）11月3日 - 校舎を新築する。
- 1897年（明治30年）4月1日 -
  - 墨俣町、西橋村、下宿村、二ツ木村が合併し、墨俣町となる
  - 本巣郡祖父江村（現・瑞穂市）の生徒が通学を開始する。これは五六小学校（現･瑞穂市立牛牧小学校）が1896年の洪水で流出してしまい、仮校舎では生徒を収納しきれないための暫定処置であった。
- 1898年（明治31年）11月 - 墨俣尋常高等小学校に改称する。
- 1898年（明治31年） - 墨俣尋常高等小学校に改称する。
- 1901年（明治34年） - 裁縫専修科を設置。
- 1903年（明治36年） - 正式に本巣郡牛牧村大字祖父江（旧・祖父江村）を校区とする。
- 1909年（明治42年） - 牛牧村大字祖父江が墨俣尋常高等小学校から牛牧尋常小学校に移る。
- 1914年（大正3年） - 農業補習学校を併設する。
- 1926年（大正15年） - 青年訓練所を併設する。
- 1941年（昭和16年）4月1日 - 墨俣国民学校に改称する。
- 1947年（昭和22年）4月1日 - 墨俣町立墨俣小学校に改称する。
- 1972年（昭和47年）2月 - 新校舎（第一期・鉄筋コンクリート造3階建）が完成。
- 1976年（昭和51年）
  - 8月 - 新校舎（第二期・鉄筋コンクリート造4階建）が完成。竣工式を9月18日に行うことになる。
  - 9月12日 - 台風17号の集中豪雨により長良川の堤防が決壊（9.12水害）、校舎の1階が水没する。校舎は避難場所となり、9月18日に予定されていた竣工式を中止。11日間休校する。
- 1985年（昭和60年）4月 - 墨俣小学校に隣接する旧・墨俣町役場跡地に体育館が完成。
- 1995年（平成7年） - プールが完成。
- 2006年（平成18年）3月27日 - 墨俣町が大垣市に編入される。同時に大垣市立墨俣小学校に改称する。

## 交通機関
- 名阪近鉄バス「墨俣」バス停より徒歩5分
  - 大垣駅前バスのりば（大垣駅南） 2番のりばより「岐阜聖徳学園大学」行き
- 岐阜バス「墨俣」バス停より徒歩5分
  - JR岐阜駅バスターミナル（岐阜駅北）6番のりばより「墨俣」行き
  - 名鉄岐阜のりば（名鉄岐阜駅西）1番のりばより「墨俣」行き